# Paul Martin
Paul Edgar Philippe Martin (ur. 28 sierpnia 1938 w Windsorze) – polityk kanadyjski, premier kraju z ramienia Partii Liberalnej od 12 grudnia 2003 do 6 lutego 2006 i przewodniczący tej partii od 14 listopada 2003. W wyborach mających miejsce 23 stycznia 2006 wygrała Konserwatywna Partia Kanady i 6 lutego funkcję premiera objął jej przywódca Stephen Harper. Wobec porażki Martin ogłosił, że zrezygnuje z roli przewodniczącego Partii Liberalnej.

## Życiorys
Jego ojciec, Paul Martin Sr, przez 39 lat był deputowanym do Izby Gmin Parlamentu Kanady. Trzykrotnie starał się o nominację na lidera Liberalnej Partii Kanady w latach 1948, 1958 i 1968. Udało się to dopiero jego synowi w 2003.
Paul Martin Jr ukończył prawo administracyjne oraz filozofię na Uniwersytecie Toronto. W 1965 ożenił się z Sheilą Ann Cowan, z którą ma trzech synów, obecnie zarządzających przedsiębiorstwami ojca. Paul Martin, zanim zaangażował się w politykę, kierował wielkimi przedsiębiorstwami takimi jak Power Corporation of Canada i Canada Steamship Lines Inc, którego początkowo był udziałowcem, a z czasem pełnym właścicielem.
Zaangażował się w politykę – w 1988 został wybrany do parlamentu. Gdy liberałowie powrócili do władzy w 1993, został mianowany przez premiera Jeana Chrétiena ministrem finansów. Gdy objął swą funkcję, Kanada znajdowała się w ostrej i przeciągającej się recesji. W krótkim czasie uporządkował finanse państwa, stając się autorem kanadyjskiego cudu gospodarczego lat dziewięćdziesiątych XX wieku. W czasie jego urzędowania całkowity dług publiczny spadł z 71% rocznego dochodu narodowego do 50%.
Przez pewien czas Paul Martin był nieoficjalnym kandydatem do schedy po George’u Robertsonie, sekretarzu generalnym NATO (cieszył się poparciem m.in. Francji).
Z czasem Martin zaczął przewyższać popularnością samego lidera partii. Pomiędzy konkurentami zaczęły narastać konflikty. Ostatecznie Chretien zdecydował się na usunięcie Martina z rządu. Po tym fakcie Paul Martin przestał się czuć związany lojalnością i rozpoczął otwartą walkę z premierem. Jej apogeum przypadło na połowę 2003. Martin zdołał zapewnić sobie poparcie większości w partii. Chrétien stojąc na straconej pozycji postanowił ustąpić. W oficjalnych wyborach na nowego lidera Paul Martin pokonał wszystkich konkurentów, pozostawiając ich daleko w tyle. Po kilkutygodniowym okresie przejściowym objął 12 grudnia 2003 fotel premiera Kanady.
Premier Paul Martin w swym inauguracyjnym wystąpieniu przedstawił program na najbliższy okres. Główne jego elementy to prowadzenie liberalnej, prowzrostowej polityki gospodarczej, redukcje redystrybucji dochodu narodowego oraz dalsza redukcja długu budżetowego i poprawa stosunków z USA, nadszarpniętych w ostatnich latach rządów poprzednika.
W wyborach parlamentarnych, które odbyły się 28 czerwca 2004, partia Martina wygrała, zdobywając 36,7% głosów i 135 mandatów poselskich (z 308). Pozwoliło jej to na utworzenie rządu mniejszościowego. Był to pierwszy kanadyjski rząd mniejszościowy od 1980.
W listopadzie 2005 parlament uchwalił wotum nieufności wobec jego rządu, co spowodowało przedterminowe wybory parlamentarne przeprowadzone 23 stycznia 2006. Wybory wygrała Partia Konserwatywna, która zdobyła największą liczbę mandatów (124 z 308) i dzięki temu mogła utworzyć rząd mniejszościowy. Martin sprawował swój urząd do czasu objęcia tej funkcji przez Stephena Harpera 6 lutego 2006.